# Washington Square Serenade
Washington Square Serenade è il dodicesimo album in studio del cantante country alternativo Steve Earle, pubblicato nel 2007. L'album vede la collaborazione della moglie del cantante Allison Moorer sul brano Days Aren't Long Enough e il gruppo brasiliano Forro in the Dark sulla traccia City of Immigrants. Il brano Way Down in the Hole, di Tom Waits, è stato utilizzato come tema musicale di apertura per la quinta e ultima stagione della serie HBO The Wire, in cui Earle interpreta un personaggio ricorrente di nome Walon. L'album è stato pubblicato il 25 settembre 2007 su New West Records. Nel febbraio 2008 ha vinto un Grammy Award per il miglior album folk / americano contemporaneo.

## Tracce
1. Tennessee Blues – 2:39
2. Down Here Below – 4:02
3. Satellite Radio – 4:09
4. City of Immigrants – 4:18
5. Sparkle and Shine – 3:12
6. Come Home to Me – 3:47
7. Jericho Road – 3:36
8. Oxycontin Blues – 2:54
9. Red is the Color – 4:19
10. Steve's Hammer (for Pete) – 3:15
11. Days Aren't Long Enough" (Earle, Allison Moorer – 3:01
12. Way Down in the Hole" (Tom Waits) – 2:55